# 圖欽

圖欽（西班牙語：Tuchín），是哥倫比亞的城鎮，位於該國西北部科爾多瓦省，始建於2007年7月24日，距離蒙特里亞127公里，海拔高度5米，面積32平方公里，人口約32,000。
9°11′N 75°33′W / 9.183°N 75.550°W